# Philippe Tessier
Pour les articles homonymes, voir Tessier.
 (janvier 2012).
Si vous disposez d'ouvrages ou d'articles de référence ou si vous connaissez des sites web de qualité traitant du thème abordé ici, merci de compléter l'article en donnant les références utiles à sa vérifiabilité et en les liant à la section « Notes et références ».
Philippe Tessier, né le 15 février 1966 à Tassin-la-Demi-Lune, est un auteur français de jeux de rôle. Il est l'auteur du jeu de rôle intitulé Polaris. 
Il a participé au jeu Shadowrun, en rédigeant Shadowrun France, et au jeu Prophecy. Il a créé sur le MMORPG, GalaxieWars, l'alliance Polaris en 2005.
Il a également à son actif une série de livres sur l'univers de Polaris, et quelques romans fantastiques comme Le Cinquième Âge et La Cité des âmes. Il a écrit aussi Sélénie des terres mortes tome 1 (2010) et Les loups D'Uriam tire d'aile (2010). 

## Œuvres écrites

### Les Chroniques hérétiques
1. Les Loups d’Uriam, Leha Editions, 2017  (ISBN 979-10-97270-01-8)
- 1ère édition sous le titre Les Chroniques de Tire-d'Aile -Tome 1- Les loups d'Uriam, Black Book, 2010  (ISBN 978-2-915847-80-2)
2. Une saison de cendres, Leha Editions, 2018  (ISBN 979-10-97270-14-8)

### Sélénie des Terres mortes
1. La Ville sans nom, Oskar Fantasy, 2010,  (ISBN 2350005941)
2. Le voleur d'histoire, Oskar Fantasy

### Polaris

#### Cycle classique (années 560)
A. Les Foudres de l’abîme
1. La Directive Exeter, Black Book, 2009,  (ISBN 978-2-915847-40-6)
2. Opération Nemrod, Black Book, 2009,  (ISBN 978-2-915847-48-2)
3. Les Soldats du Crépuscule, Black Book, 2009,  (ISBN 978-2-915847-71-0)

Les Foudres de l’abîme (Intégrale des 3 volumes), Leha Editions, 2022  (ISBN 979-1097270988)
B. Rédemption, Editions du Khom-Heïdo, 1998,  (ISBN 291052938X) 

- réédité révisé : Rédemption, Black Book, 2019

#### Cycle Azure (années 570)
1. Point Nemo, Leha Editions, 2013  (ISBN 9791097270742)
2. Crépuscule, Leha Editions, 2022  (ISBN 978-2-84337-707-5)
3. Équinoxe, Leha Editions, 2024  (ISBN 978-2-493405-61-6)

### Autres romans
- Oracle, Onyx, 2001,  (ISBN 2-910529-53-3), réédité par Black Book Editions, 2010,  (ISBN 9782915847741)
- Conscience, Black Book, 2010,  (ISBN 978-2-915847-75-8)
- Les Anges foudroyés, Black Book, 2012,  (ISBN 978-2-363-28097-8)
- Morts, Leha Editions, 2019  (ISBN 9791097270339)
- Intégrale La directive Exeter, Black Book, 2019
- Intégrale Domination, Black Book, 2019